# Stefan Born (Schauspieler)
Stefan Born (* 29. März 1950 in München; † 15. Januar 2018 ebenda) war ein deutscher Theater- und Fernsehschauspieler.

## Leben
Born absolvierte seine Schauspielausbildung am Schauspielstudio Zinner in München. Theater spielte er hauptsächlich im süddeutschen Raum. Lange Jahre trat er am Münchner Volkstheater auf. Dort spielte er 2001 gemeinsam mit Christine Neubauer in dem Schauspiel Der Marquis von Keith von Frank Wedekind; Regie führte Ruth Drexel. Er hatte außerdem Engagements u. a. im Theater rechts der Isar; dort trat er in der Spielzeit 1990/91 in ca. 120 Vorstellungen des Theaterstücks Die Nashörner auf. 2001 trat er am Theater Blaue Maus in München in dem Theaterstück Die Froschkönigin von Kerstin Specht auf. In der Spielzeit 2003/04 übernahm er am Bockshorn-Theater Würzburg die Rolle des Irrenarztes Dr. Alois Alzheimer in der deutschen Erstaufführung des Schauspiels Die Akte der Auguste D. von Konrad und Ulrike Maurer. Die Frankfurter Rundschau schrieb in ihrer Kritik über Borns Darstellung: „Charaktervoll spielt Stefan Born die Rolle des humanen Mediziners, der aufgrund persönlicher Probleme zum vom Forschungsdrang getriebenen Workaholic wurde.“ Am Teamtheater München spielte er 2005 in der Farce Nathans Dackel von Franzobel.
Im Fernsehen war er vornehmlich in Fernsehserien sowie in mehreren Fernsehfilmen zu sehen. Sehr häufig wurde er dabei in Serien mit süddeutschem, oberbayerischen oder österreichischem Hintergrund eingesetzt, wie z. B. Die Rosenheim-Cops, Forsthaus Falkenau und Der Bulle von Tölz. Eine wiederkehrende Serienrolle hatte er 1991/1992 als Kriminalbeamter Ametshuber in der Fernsehserie Löwengrube.
Zudem war er bei Naxos Sprecher von Hörbüchern und Hörspielen. 1988 wirkte er beim Bayerischen Rundfunk in dem Hörspiel Judas von Marcel Pagnol in der Rolle des Zabulon mit.
Im Sommer 2005 erlitt Born einen schweren Unfall; er lag seit Ende September 2005 in einem Wachkoma. Die Grabstätte von Born befindet sich auf dem Nordfriedhof München.

## Filmografie (Auswahl)
- 1984: Weißblaue Geschichten (Fernsehserie)
- 1987: Zur Freiheit – Der Geist von Las Vegas
- 1991–1992: Löwengrube
- 1992: Abgetrieben (Fernsehfilm)
- 1997: Der Bulle von Tölz: Waidmanns Zank
- 1999: Café Meineid – Kinderfasching
- 1999: Der Bulle von Tölz: Tod aus dem All
- 1999: Der Bulle von Tölz: Tod eines Priesters
- 1999: Lindenstraße (zwei Folgen)
- 1999: Forsthaus Falkenau – Das Land so weit
- 2000: Dr. Stefan Frank – Der Arzt, dem die Frauen vertrauen – Die lebende Bombe
- 2000: Das Herz des Priesters (Fernsehfilm)
- 2000: Der Kuß meiner Schwester (Fernsehfilm)
- 2000: Die Rückkehr des schwarzen Buddha (Fernsehfilm)
- 2000: Tatort – Viktualienmarkt (Fernsehreihe)
- 2002: Der Mann von nebenan (Fernsehfilm)
- 2002: Geht nicht gibt’s nicht (Fernsehfilm)
- 2003: Der Alte – Tod auf Raten
- 2004: Tatort – Bienzle und der steinerne Gast
- 2004: Tausendmal berührt (Fernsehfilm)
- 2004: München 7  – Schichtwechsel
- 2006: Die Rosenheim-Cops  – Auch sonntags wird gemordet
- 2006: Polizeiruf 110 – Er sollte tot (Fernsehreihe)